# Sede de la Audiencia Nacional
La Sede de la Audiencia Nacional es el edificio que alberga las dependencias de la Audiencia Nacional (AN). Se encuentra en el número 1 de la Calle García Gutiérrez con la calle de Génova en Madrid, España. La Audiencia Nacional también ocupa el número 14 de la Calle de Goya.

## Historia

### Reunificación de sedes
Anteriormente los órganos y servicios de la Audiencia Nacional se encontraban dispersos en cinco edificios de Madrid: dos en la calle de Génova, uno en Prim, otro en Gran Vía y un último en la calle de Miguel Ángel. Tras la rehabilitación se concentraron en dos únicas sedes: el inmueble remodelado de Génova 22 y un edificio de oficinas de alquiler en Goya, 14.

### Rehabilitación de García Gutiérrez 1 (2012-2015)

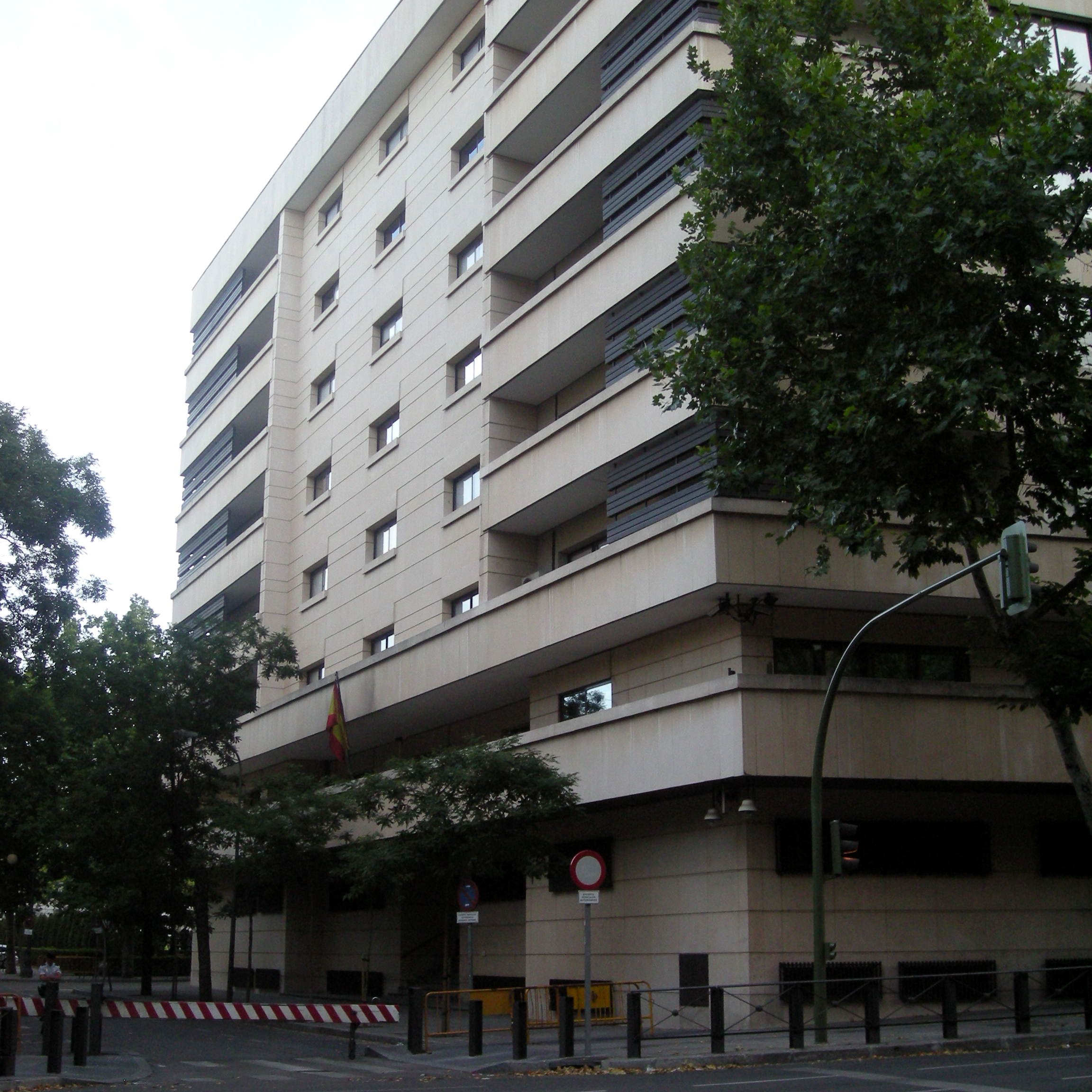
Aspecto previo de la AN a las obras de rehabilitación. Fotografía de 2008.

La sede de la Audiencia Nacional fue remodelada durante tres años, de 2012 a 2015 tras una inversión total de 27 millones de euros, logrando un edificio más amplio (tras la adición de tres plantas más), moderno y seguro. La puerta de entrada de la calle Génova fue suprimida y solo es posible el acceso, mediante un sistema de tornos y tarjetas, desde la calle García Gutiérrez.
La sede de San Fernando de Henares siguió albergando la celebración de macro juicios y la instalación de archivos modernos. Durante el tiempo que duraron las obras, las vistas se celebrarán en este municipio madrileño y en la dependencia ubicada en la calle Prim, que albergaba los Juzgados Centrales de Instrucción.
El presupuesto inicial era de 14 millones de euros para restaurar el edificio sin cambiar su superficie. No obstante, la antigua sede judicial, que contaba con una superficie de 9.600 metros cuadrados, se amplió hasta los 11 500. A ellos se añaden otros 3500 construidos en otro bloque en el subsuelo de la Plaza de la Villa de París, ambos unidos por un túnel subterráneo. La superficie inicial incrementa así su espacio en un 56%.

## Críticas de la nueva sede
Asociaciones vecinales criticaron la construcción de las tres plantas adicionales, así como el hecho de que el aparcamiento subterráneo de la plaza de la Villa de París, que es de propiedad municipal desde octubre, reduzca sus 342 plazas a 169, de las cuales unas 100 serán para la Audiencia, por tanto limitando el uso de las mismas a los vecinos.
La rehabilitación tampoco contentó a los funcionarios, que desde el sindicato CCOO denunciarion «la deficiente atención al público, el hacinamiento de personal frente a los grandes despachos de los jefes y las inundaciones en calabozos y salas de vistas». Los jueces por su parte, entre otros problemas, afirmaron que las salas de declaraciones eran pequeñas, agobiantes y que «desde fuera se puede oír fácilmente lo que se habla dentro».